# مریماندروسو
مریماندروسو (به لاتین: Merimandroso) یک منطقهٔ مسکونی در ماداگاسکار است که در آمبوهیدراتریمو واقع شده‌است. مریماندروسو ۱۴٬۵۴۵ نفر جمعیت دارد.